# 72827 Максауб
72827 Максауб (72827 Maxaub) — астероїд головного поясу, відкритий 23 квітня 2001 року.
Тіссеранів параметр щодо Юпітера — 3,361.